# Districtul Perg
Districtul Perg (Bezirk Perg) se întinde pe o suprafață de  611,86 km² fiind cel mai mic district din regiunea Mühlviertel, Austria Superioară.

## Administrație
In cadrul districtului se află 2 orașe, 26 de comune  și 17 târguri.
| orașe - Grein - Perg târguri - Bad Kreuzen - Baumgartenberg - Dimbach - Klam - Mauthausen - Mitterkirchen im Machland - Münzbach - Naarn im Machlande - Pabneukirchen - Ried in der Riedmark - Saxen - Schwertberg - Sankt Georgen am Walde - Sankt Georgen an der Gusen - Sankt Nikola an der Donau - Sankt Thomas am Blasenstein - Waldhausen im Strudengau comune - Allerheiligen im Mühlkreis - Arbing - Katsdorf - Langenstein - Luftenberg an der Donau - Rechberg - Windhaag bei Perg |

| Comune în districtul Perg |